# 余連発
余 連発（よ れんはつ, 1947年1月6日 - ）は、台湾の軍人。陸軍大将。憲兵司令、軍事情報局局長、後備司令を歴任。

## 経歴
1973年、陸軍軍官学校班砲兵科卒業。三軍大学戦院1991年班卒業。師団長、国防部処長、総統府侍衛長、憲兵司令を歴任。憲兵司令在任時、陳水扁総統の知己を得て、軍事情報局局長に抜擢された。

### 情報部門
軍事情報局長在任時、余連発は、インターネットを通して情報収集を行うことを発案した。国内外の拠点に、インターネットを通して情報獲得し、老若男女を問わず「敵後存記」（≒残置諜者）に編入することが指示された。
しかしながら、2005年末、本部第5処と海外拠点のコンピュータに中国のバックドアが埋め込まれる事件が発生した。国防部の通信部門の協力によりバックドアは最終的に除去されたが、軍事情報局は重大な損害を被った。

### その後
2005年、後備司令に任命。2008年6月、総統府戦略顧問に任命。